# 5.45×39mm
5.45×39mm是前苏联及解体后各加盟共和国使用的弹药。这种弹药伴随着配套的AK-74突击步枪在1974年开始服役，并逐步取代了7.62×39毫米弹药的地位。
正如5.56×45mm NATO由民用子彈發展而來，在五十年代前蘇聯推出過彈殼長度和7.62×39mm相當，但口徑較小的民用（狩獵或射擊）步槍子彈，即.220 Russian或稱5.6x39mm，在越戰時發覺到M16突擊步槍小巧但不失威力和精度後，便有人想到把其發展成軍用彈藥。
但六十年代在實驗性的TKB-022突击步枪測試結果，實際上原本.220 Russian規格和威力跟軍用要求相差太遠，結果發展成一種和本來槍型不可互相掉換的全新子彈，便是日後的5.45×39mm制式子彈。

## 设计

5.45×39毫米5N7子弹剖面图
A：弹头披甲
B：钢质弹芯
C：弹头空尖
D:铅质填充物
E：推进药

第一种5.45×39毫米弹药是5N7艇尾全金属被甲弹，弹头重56格令。弹头采用了艇尾设计，即弹头尾端中空，能诱导大气以稳定的涡流状流入弹尾。尽管大气涡流效应会产生拉力拖着弹头而降低初速，但是涡流能避免弹头于飞行途中前后滚转，从而提高精准度。5N7使用钢质弹芯，弹芯前方有小块铅质填充物，铅块与弹头被夹尖端之间留有空腔，使得弹头整体重心偏后；同时击中较硬的目标时容易使弹头变形、翻滚，强化杀伤力。5N7的钢质弹壳涂漆为灰偏绿色，长度为39.37毫米，比7.62×39毫米的弹壳稍长；采用伯丹式底火，底火杯由铜制成，密封圈为深红色。推进药为球形粉末，燃烧性质类似5.56×45毫米北約弹药使用的WC 844推进药。
稍后的主力弹种名为7N6，在设计上和5N7一致，而5N7这一名称出现较少，很有可能只是名称变动。

## 弹药尺寸
5.45×39毫米弹药的弹壳容量为1.75毫升（约等于重27格令的水的体积）。
数据测定及绘图由國際常設槍械測試委員會完成，所有长度单位皆为毫米。

## 杀伤效果
5.45×39 毫米彈藥和.30卡賓槍彈同為軍用制式步槍子彈中穿透力較弱的，同樣槍口動能僅約一千三百至四百焦耳，但實際上後者常被認為火力不足，而僅在一部分發展中國家軍隊或警察還在大量使用中。而 5.45×39 毫米彈藥卻有毒彈之名，甚至在阿富汗戰爭中遊擊隊有中了 5.45×39 毫米彈藥幾乎必死的說法。這是因為 5.45×39 毫米弹著名的翻滚机理所致。

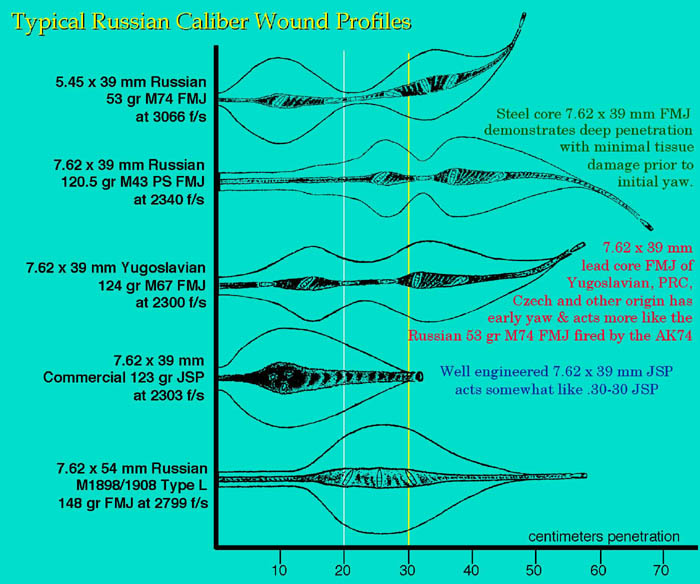
美军军医马丁·法克勒编制的俄军轻武器创伤纵切面图

根据弹道学测试中高速摄像机的照片显示，5.45×39 毫米彈頭有明显的翻滚现象。西方相信这种翻滚现象，以及弹头偏航、尾部的空穴现象都是被利用来提高对生物组织的杀伤力。美军军医马丁·法克勒曾用生猪肉和弹道凝胶发现弹头击中目标后并不一定破碎为几块或造成大量组织破损，而大部分的器官或组织被击中后都会形成极大的临时空腔。值得注意的是，5.45毫米弹头会产生2个临时空腔，分别位于100毫米和350毫米深度处，而一般人体躯干平均宽度为350毫米。

## 其他5.45×39毫米弹种

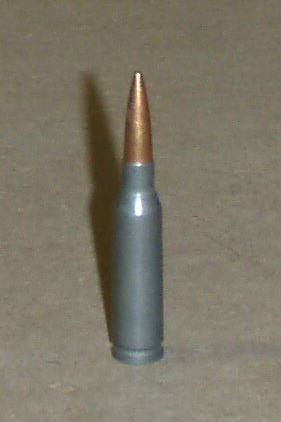
一枚5.45×39毫米子弹

### 穿透力强化型子弹
随着防弹衣技术的不断提高，原本的5N7（7N6）软钢芯子弹已经无法有效应对，于是俄军研制了7N6M、7N10、7N22和7N24这几种穿透力强化型5.45×39毫米弹药。
- 7N6M：结构上类同于7N6，使用强度达60HRC的钢质弹芯，1987年投入使用。标识为弹颈上方的红色环。
- 7N10：强化钢芯体积加大并去除空了尖前的铅块的穿透力加强型弹药，最早在1992年投入使用。标识为弹颈上方的紫色环。后在1994年推出升级型，原来弹头空尖由实心铅块所填充。升级版的7N10在击中硬质目标时铅填充物会被钢芯挤压变形，从而撕开金属弹头被甲，提高杀伤力。
- 7N22：全钢芯穿甲弹，原来弹头的铅块和空腔都变成了钢芯，1998年进入部队。标识为弹颈上方的红色环和弹尖的黑色涂漆。[5]
- 7N24：在7N22基础上，用钨合金弹芯替代钢质弹芯，进一步提高穿甲能力。
- 7N39：使用碳化钨（92%）与钴（8%）粉末烧结成弹芯，据称100米可击穿24mm ST3钢板和6B23-1防弹衣。

### 曳光弹
- 7T3、7T3M：绿光曳光弹，弹头重量3.2克，弹尖比其他子弹略短，曳光剂在射程为800米（875码）时燃烧完毕。

### 训练、教学用弹药
- 7H3、7H3M：训练用空包弹。装配有一个白色塑料弹头以保持与普通弹的外形一致从而提高供弹可靠性，此塑料弹头在发射后即破碎所以枪口前方数米外即安全。和其他空包弹一样，需要搭配空包弹助力管（装于枪管前部替代消焰器）以保证武器能自动射击。
- 7H4：教学、展示用假子弹（惰性弹）。

### 特殊用途弹药
- 7U1：AKS-74UB专用消声亚音速弹，标识为弹尖黑色和绿色涂漆。
- CAP：水下发射用弹

## 參見

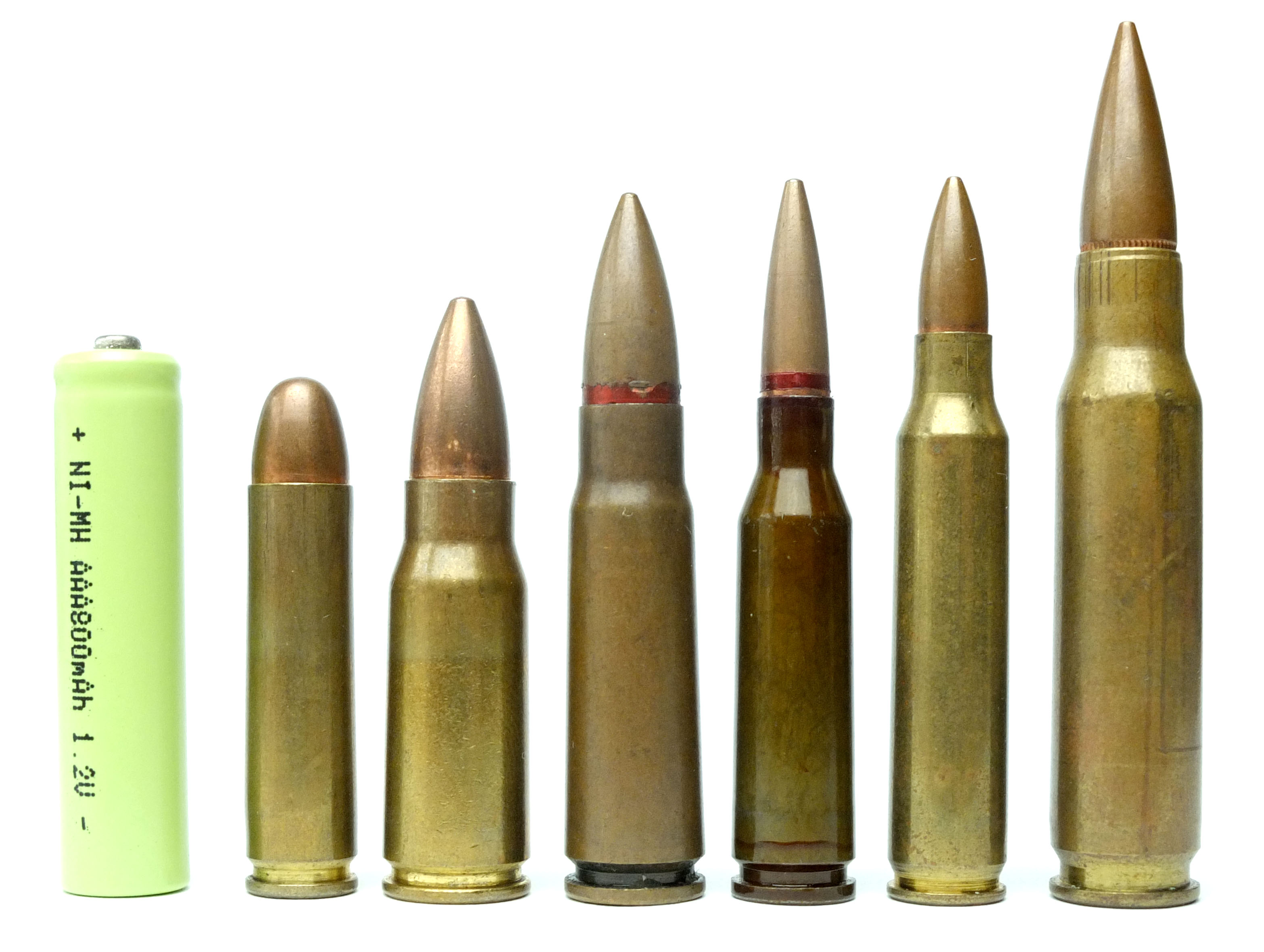
5種中間威力子彈/小口徑子彈和北約步槍彈（最右）的比較：
.30卡賓槍彈、kurz短彈、M43短彈、M74小口徑子彈、SS109小口徑子彈